# Ипатов, Александр Владимирович
Александр Ипатов (род. 16 июля 1993, Львов) — турецкий шахматист, гроссмейстер (2011).

## Биография
Александр Ипатов родился 16 июля 1993 года во Львове, Украина. Отец начал учить его, как играть в шахматы, когда Александру было четыре года, и мать привела сына в местный шахматный клуб в возрасте шести лет. Александр Ипатов обучался там в течение четырёх лет.
Чемпион мира среди юниоров (2012). Чемпион Турции (2014, 2015).
В составе сборной Турции участник 2-х олимпиад (2012—2014), 9-го командного чемпионата мира (2013) в Анталии и 2-х командных чемпионатов Европы (2013—2015). В апреле 2014 года Александр Ипатов получил степень бакалавра права в НУ «Юридическая академия им. Ярослава Мудрого» в г. Харьков (Украина).

## Изменения рейтинга
| График не отображается по техническим причинам. Чтобы исправить это, воспроизведите график в новом формате, если это возможно. |